# Crenavolva aureola
Crenavolva aureola is een slakkensoort uit de familie van de Ovulidae. De wetenschappelijke naam van de soort is voor het eerst geldig gepubliceerd in 2002 door Fehse.